# Orygocera
Orygocera é um gênero de traça pertencente à família Agonoxenidae.